# Mechanica
Mechanica är en åkattraktion i nöjesparken Liseberg i Göteborg. Den invigdes 25 april 2015 då parken öppnade för sommarsäsongen 2015.
Attraktionen är tillverkad av tyska Zierer Karussell und Fahrzeugfabrik och modellen finns i olika nöjesparker världen över. Den har olika namn i olika parker, men tillverkarens beteckning är Star Shape. Attraktionen består av sex gondoler med plats för fem åkande i rad i varje gondol. Gondolerna är fästa i en stjärnliknande formation i änden av en lång pendel som gungar fram och tillbaka likt Lisebergsattraktionen Spinrock, men med skillnaden att pendeln på Mechanica kan rotera 360 grader. Dessutom kan varje gondol rotera 360 grader fram- eller baklänges, och "stjärnan" av gondoler rotera 360 grader runt sitt fäste på pendeln.
Mechanicas design är inspirerad av 1700-talets Göteborg.

## Premiärproblem
Attraktionen invigdes cirka 12:30 den 25 april, men stoppades redan efter en timme efter att en bult lossnat från attraktionens plattform. Bulten byttes ut, attraktionen inspekterades och provkördes, och cirka 17:45 var den åter i bruk.

### Olycka
I maj 2015 skadade sig en kvinna i 20-årsåldern under en åktur med Mechanica. Enligt kvinnan åkte bygeln upp lite under åkturen, vilket gjorde att hennes överkropp lyfte och åkte ut från stolen samtidigt som hennes huvud slogs fram och tillbaka.

## Galleri
- Wikimedia Commons har media som rör Mechanica.

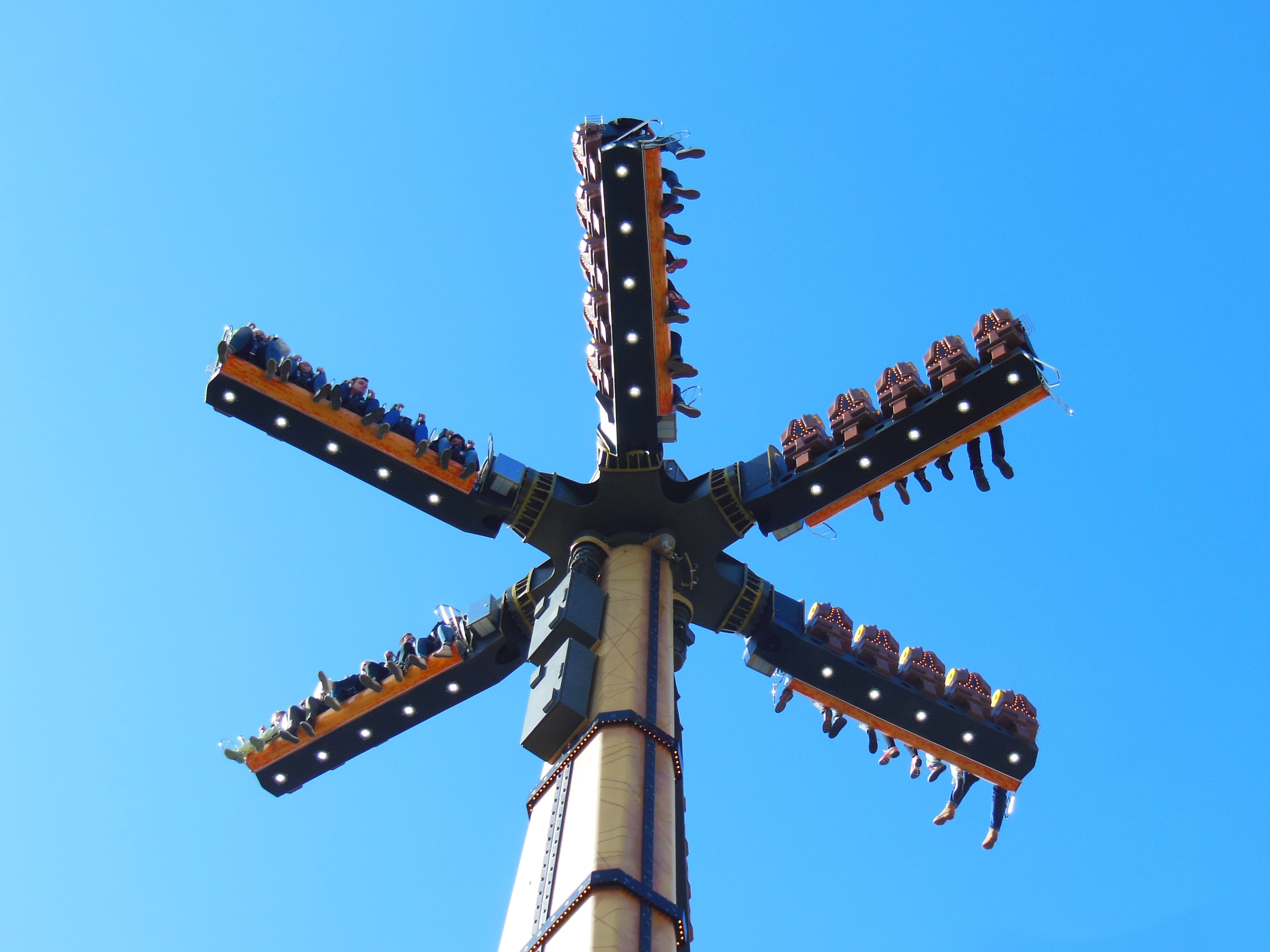
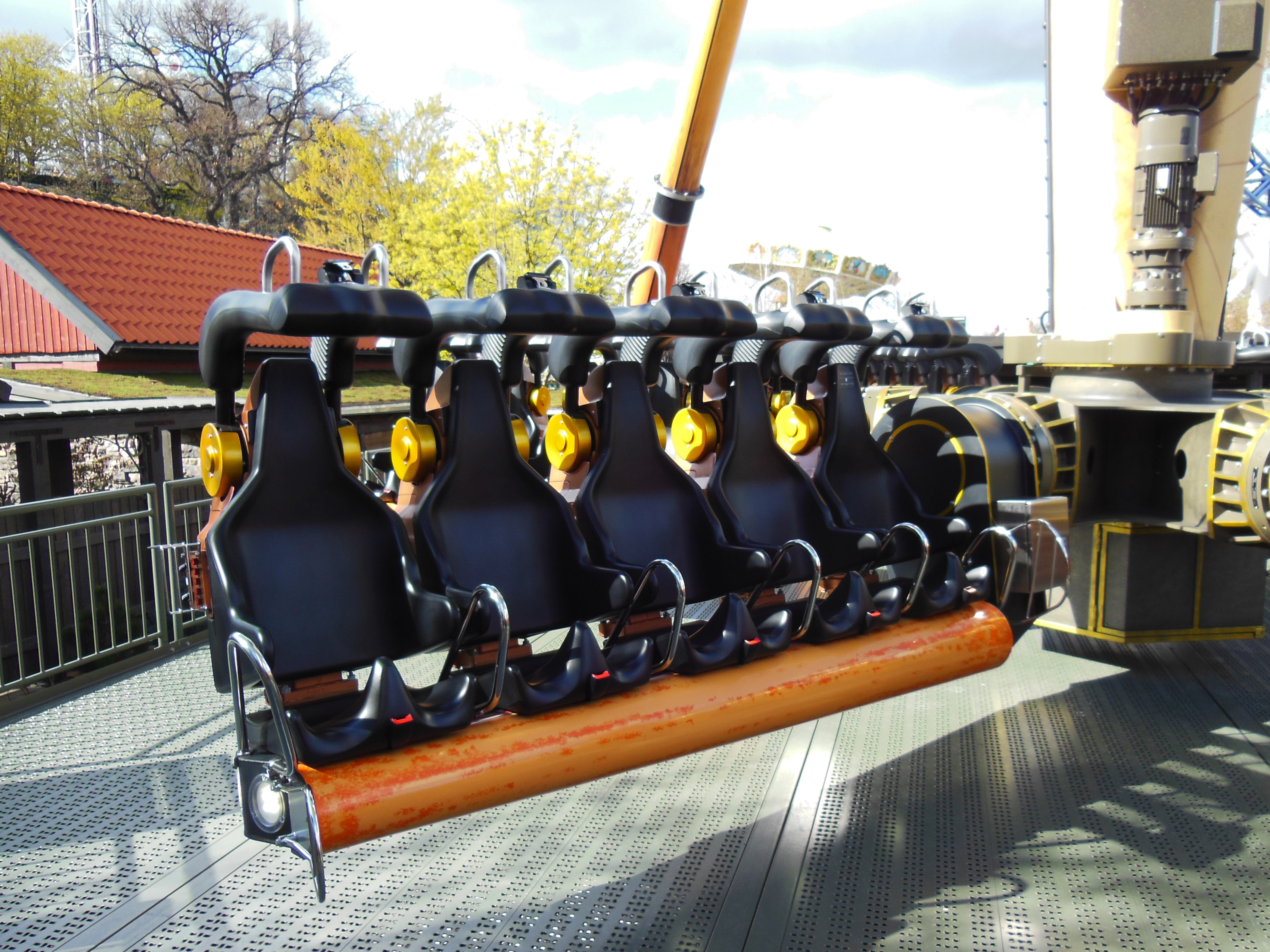
En av attraktionens sex "soffor".
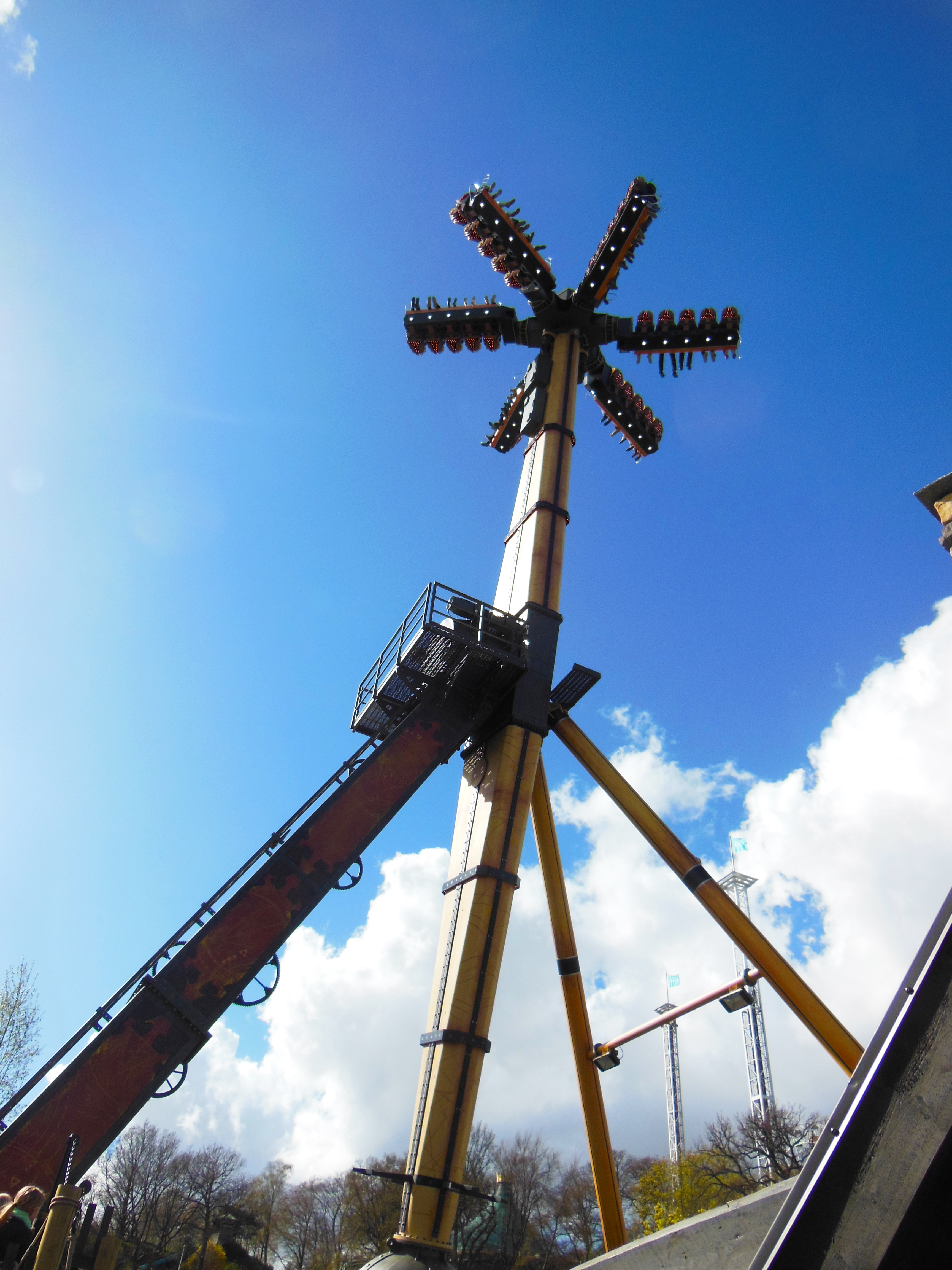
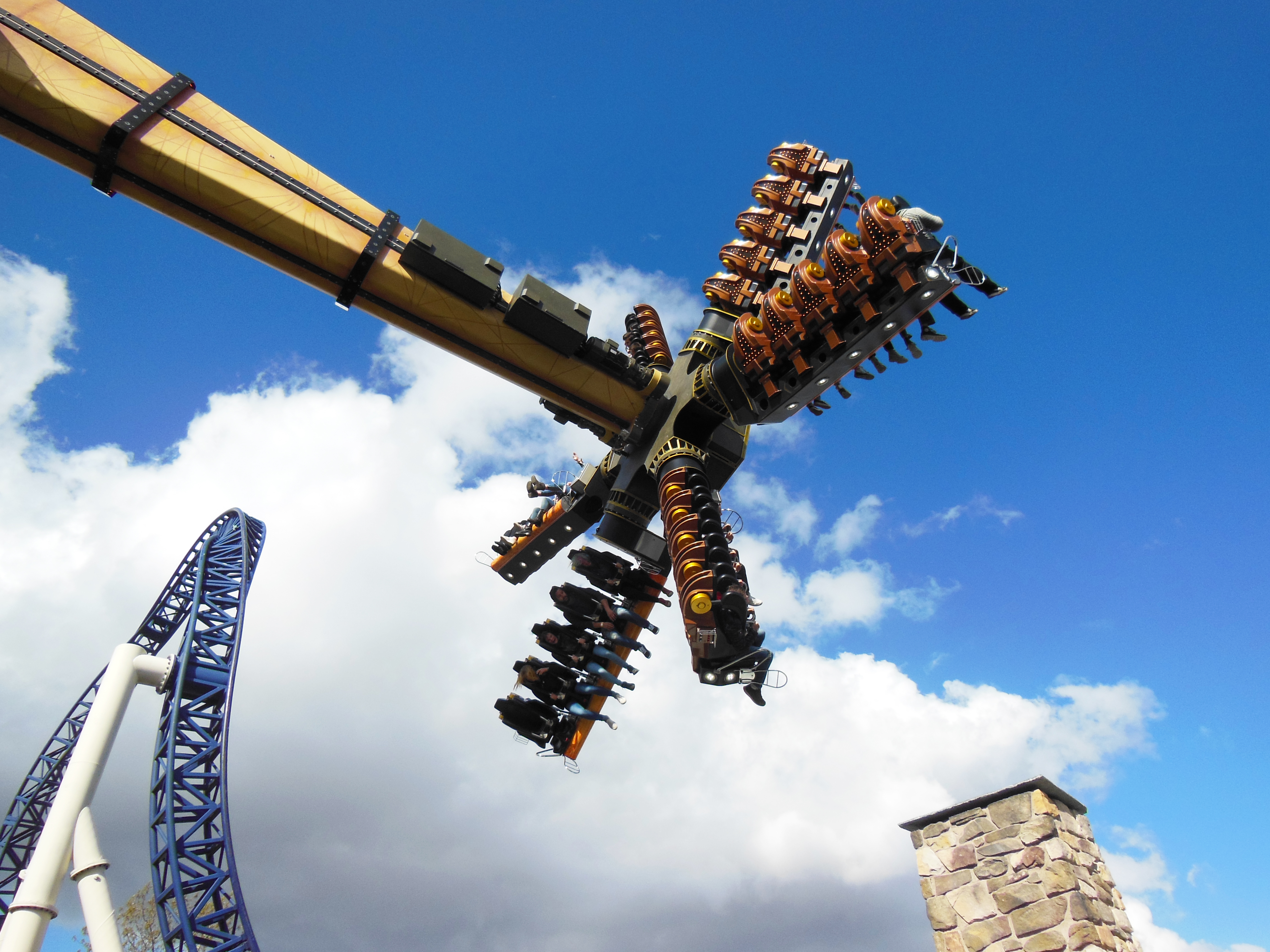
Mechanica, och en bit av Kanonen till vänster i bakgrunden.
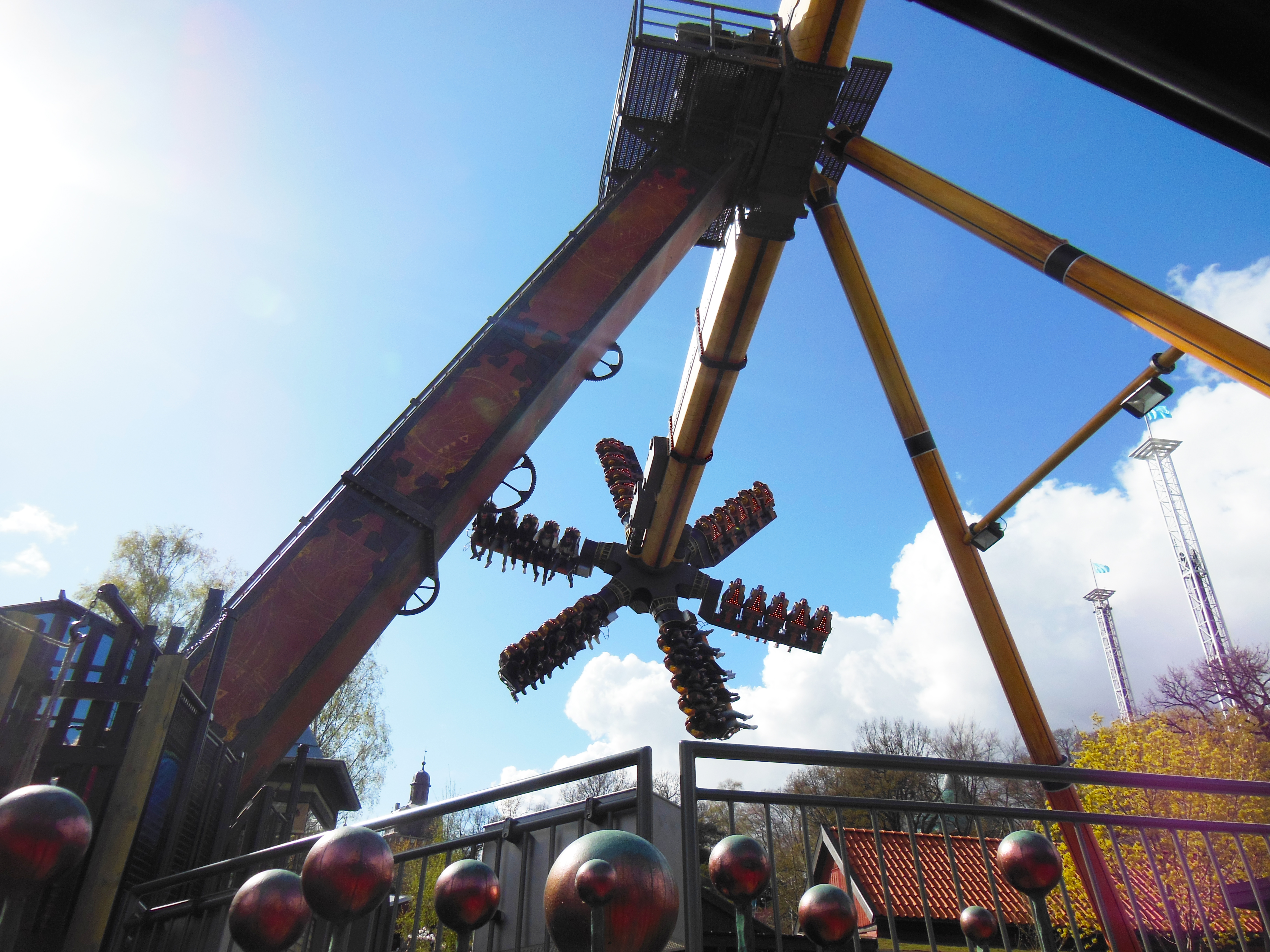
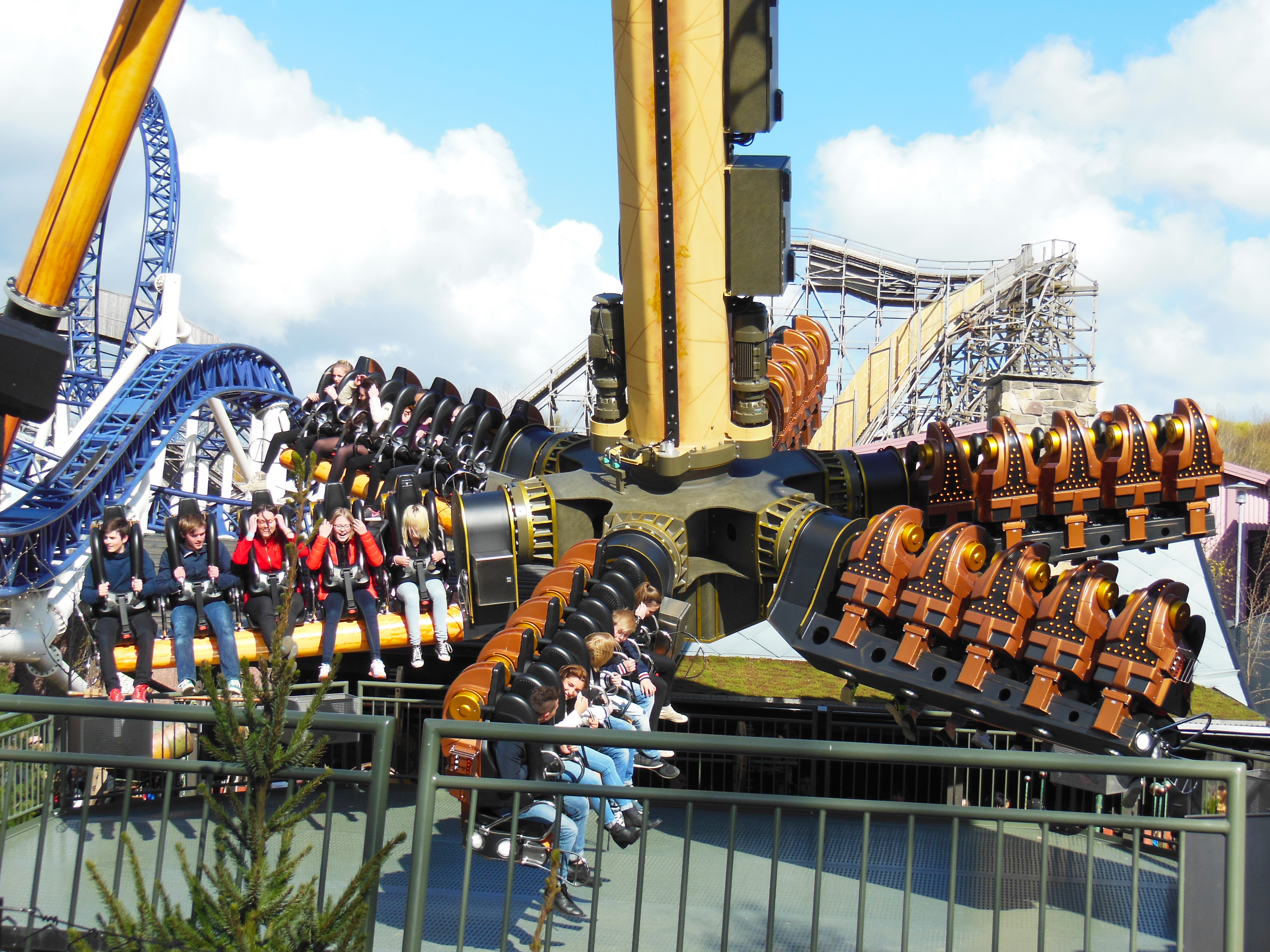